# Бастос, Леонардо Лоуренсо
Леонардо Лоуренсо Бастос (порт.-браз. Leonardo Lourenço Bastos; род. 6 июля 1975, Кампус-дус-Гойтаказис), более известный как Лео (Léo) — бразильский футболист, выступавший на позиции левого защитника. Двоюродный племянник другого известного футболиста, Тите.

## Биография
Лео начал свою карьеру в клубе «Американо». Затем, вместе с другмя другими игроками команды, перешёл в «Унион Сан-Жуан». Там Лео провёл полтора года и был куплен «Палмейрасом». Однако в этой команде, где он находился 6 месяцев, главный тренер, Луис Филипе Сколари не дал ему возможности проявить себя.
В 2000 году он перешёл в клуб «Сантос», с которым выиграл два чемпионата Бразилии (2002 и 2004), становился серебряным призёром первенства (2003), а также выходил в финал Кубка Либертадорес (2003). За 5 лет в составе «Сантоса» Лео провёл 280 матчей и забил 20 голов, в числе которых решающие мячи в 1/4 финала и финальной игре чемпионата Бразилии в 2002 году, где он поражал ворота «Сан-Паулу» и «Коринтианса».
17 июля 2005 года Лео перешёл в португальскую «Бенфику», заплатившую за трансфер игрока 250 тыс. евро. В «Бенфике» Лео провёл 3 сезона, сыграв в 82-х матчах и забив 2 гола. В сезоне 2006/07 Лео был признан болельщиками лиссабонской команды лучшим игроком «Бенфики».
В начале 2009 года контракт Лео закончился, и он покинул Португалию из-за семейных проблем. 21 января Лео вернулся в «Сантос». 26 августа 2009 года Лео сыграл 300-й матч за «Сантос» против «Интернасьонала», завершившийся вничью 3:3.
В 2011 году помог своей команде выиграть впервые за 48 лет Кубок Либертадорес. Сам Лео был вынужден пропустить первый финальный матч против «Пеньяроля» из-за дисквалификации. Однако он отыграл весь ответный матч, состоявшийся на стадионе Пакаэмбу в Сан-Паулу.
В 2014 году Лео завершил карьеру футболиста. Последней игрой для защитника стал матч Кубка Бразилии 3 апреля 2014 года, в котором «Сантос» в гостях сыграл вничью 0:0 с «Миксто» (победа «рыб» 3:0 по сумме двух матчей).
В составе сборной Бразилии Лео дебютировал 26 мая 2001 года в товарищеской игре против клуба «Токио Верди». Всего за сборную он сыграл 16 матчей.

## Достижения

### Командные
«Сантос»
- Чемпион Бразилии: 2002, 2004
- Чемпион штата Сан-Паулу: 2010, 2011
- Обладатель Кубка Бразилии: 2010
- Победитель Кубка Либертадорес: 2011
- Обладатель Рекопы (1): 2012

Бразилия
- Обладатель Кубка конфедераций: 2005

### Личные
- Обладатель «Серебряного мяча» Бразилии: 2001, 2003, 2004
- Лучший левый защитник чемпионата Португалии: 2006, 2007, 2008